# Sisyphe (pseudo-Platon)
Pour les articles homonymes, voir Sisyphe (homonymie).
Sisyphe (en grec ancien Σίσυφος / Sísuphos) est un dialogue du pseudo-Platon sur la délibération.

## Authenticité
C’est l’un des dialogues platoniciens dits suspects (dont on croit que Platon n’est pas l’auteur). Le sujet est proche de ceux de Démodocos du Pseudo-Platon et de Ménon de Platon, mais sans faire intervenir la question de l’âme, contredisant même un passage du livre IV de La République sur le hasard intervenant dans la délibération.

## Personnages du dialogue
- Socrate
- Sisyphe, orateur de Pharsale

## Dialogue

### Prologue
Socrate lance une discussion pour savoir ce qu’est la délibération, et après avoir confronté deux définitions, les personnages conviennent que c’est une question à laisser à ceux qui savent comme un expert, et non une question de divination. Or, que vaut l’expert sur un sujet si, étant donné que la délibération porte sur un événement ou un sujet du futur, on ne sait pas encore ce qu’il en adviendra. 
Askholia et Skholia
Le thème du loisir fécond, du répit indispensable à la quête de sagesse, skholé, est nécessaire selon Socrate. À l’instar de Platon, l’auteur du Sisyphe oppose skholia, synonyme de flânerie absente de soucis, de pouvoir différer une occupation qui n'en souffrira pas, et askholia, qui désigne l'absence de loisir qu'implique le travail utilitaire, thème nécessaire selon Socrate ; faire de la politique ne laisse pas assez de temps pour pratiquer la philosophie,.

## Point de vue de Sisyphe[3]
Selon Sisyphe, on cherche ce que l’on connaît et ce que l’on ne connaît pas lors dune délibération, mais Socrate lui fait admettre qu'on ne cherche que ce qu’on ignore.

## Chercher et Apprendre[4]
Sisyphe et Socrate sont d’accord pour dire qu’apprendre vaut mieux que chercher, et sur base de cela, Socrate pense que celui qui pense délibérer sans s’informer au préalable équivaut à improviser. Et même si délibérer ne se résumait pas à réfléchir sur ce qui va être et n’existe donc pas, ces choses n’existent pas : elles n’ont ni existence ni réalité. Les deux actions se confondent dans le Ménon ; dans le Sisyphe, elles sont distinguées.

### Définitions
- Délibérer, selon Socrate, c’est chercher ce que l’on ne sait pas.
- Délibérer, selon Sisyphe, c’est chercher ce qu’il faut faire, comment agir alors que l’on ne connaît qu’une partie de la question uniquement.

## Conclusion
L’expert du non-être n’existe pas.
On délibère sur ce que l’on ne sait pas ; le futur n’est pas parce qu’il n’existe pas encore. Et l’on doit établir les critères du bon conseiller et du mauvais conseiller. La question au préalable mérite d’être posée quant à déclarer ce qu’est le bon, le mauvais, et le pire des experts.